# Heinrichsthal
Heinrichsthal è un comune tedesco di 912 abitanti, situato nel land della Baviera.